# Discoxenus malaysiensis
Discoxenus malaysiensis  (лат.) — вид термитофильных коротконадкрылых жуков рода Discoxenus из подсемейства Aleocharinae. Эндемики Юго-восточной Азии.

## Распространение
Юго-восточная Азия: Малайзия.

## Описание
От близких видов отличаются формулой макрохетотаксии VI–V абдоминальных стернитов (6, 6). Мелкие жуки, желтовато-коричневого цвета (усики и надкрылья темнее), длина около 2 мм. Усики 11-члениковые, веретеновидные; 2-й членик маленький, петиоли полностью покрывают III-Х сегменты усиков. Тело имеет каплевидную форму, брюшко сужается в заднем направлении. Голова покрыта переднегрудкой. Лапки передней и средней пар ног состоят из 4 члеников, а задние лапки состоят из 5 члеников (формула лапок 4-4-5).
Облигатные термитофилы, живущие внутри термитников гриборазводящих термитов из семейства Termitidae (Macrotermitinae).
Вид был впервые описан в 1982 году американским энтомологом Д. Кистнером, а его валидный статус был подтверждён в 2015 году в ходе родовой ревизии японскими колеоптерологами Т. Канао (Entomological Laboratory,  Университет Кюсю, Фукуока) и М. Мураямой ( Киотский университет, Киото, Япония). Вид был назван D. latiabdominalis по признаку широкой формы брюшка (лат. latus — «широкий» + лат. abdominalis — «брюшко»).